# Норуиджен-Гров (тауншип, Миннесота)
Норуиджен-Гров (англ. Norwegian Grove) — тауншип в округе Оттер-Тейл, Миннесота, США. На 2000 год его население составило 349 человек.

## География
По данным Бюро переписи населения США площадь тауншипа составляет 92,3 км², из которых 87,0 км² занимает суша, а 5,3 км² — вода (5,78 %).

## Демография
По данным переписи населения 2000 года здесь находились 349 человек, 124 домохозяйства и 98 семей.  Плотность населения —  4,0 чел./км².  На территории тауншипа расположено 144 постройки со средней плотностью 1,7 построек на один квадратный километр. Расовый состав населения: 99,43 % белых, 0,29 % коренных американцев и 0,29 % приходится на две или более других рас.
Из 124 домохозяйств в 37,1 % воспитывались дети до 18 лет, в 69,4 % проживали супружеские пары, в 6,5 % проживали незамужние женщины и в 20,2 % домохозяйств проживали несемейные люди. 16,1 % домохозяйств состояли из одного человека, при том 9,7 % из — одиноких пожилых людей старше 65 лет. Средний размер домохозяйства — 2,81, а семьи — 3,16 человека.
28,1 % населения — младше 18 лет, 5,4 % — в возрасте от 18 до 24 лет, 25,8 % — от 25 до 44, 25,2 % — от 45 до 64, и 15,5 % — старше 65 лет. Средний возраст — 40 лет. На каждые 100 женщин приходилось 120,9 мужчин.  На каждые 100 женщин старше 18 приходилось 102,4 мужчин.
Средний годовой доход домохозяйства составлял 28 571 доллар, а средний годовой доход семьи —  30 972 доллара. Средний доход мужчин —  21 875  долларов, в то время как у женщин — 20 625. Доход на душу населения составил 12 029 долларов. За чертой бедности находились 20,4 % семей и 23,8 % всего населения тауншипа, из которых 32,9 % младше 18 и 15,6 % старше 65 лет.